# احمدا
احمدا در ادبیات زبان فارسی، به شعرهای طنزآمیز قافیه‌دار متوسطی گفته می‌شد که ساختاری ساده، شیرین و مردم‌پسند داشته باشد. در دوره‌های صفوی-قاجاری هدف از احمداسُرایی، تفریح و وقت‌گذرانی بود. در دوران مشروطیت این نوع شعر با کارکرد سیاسی-اجتماعی در نشریات رواج بسیار یافت.
سید اشرف‌الدین حسینی مشهور به نسیم شمال از مشهورترین شاعران احمداسرا بود.